# 蠶業

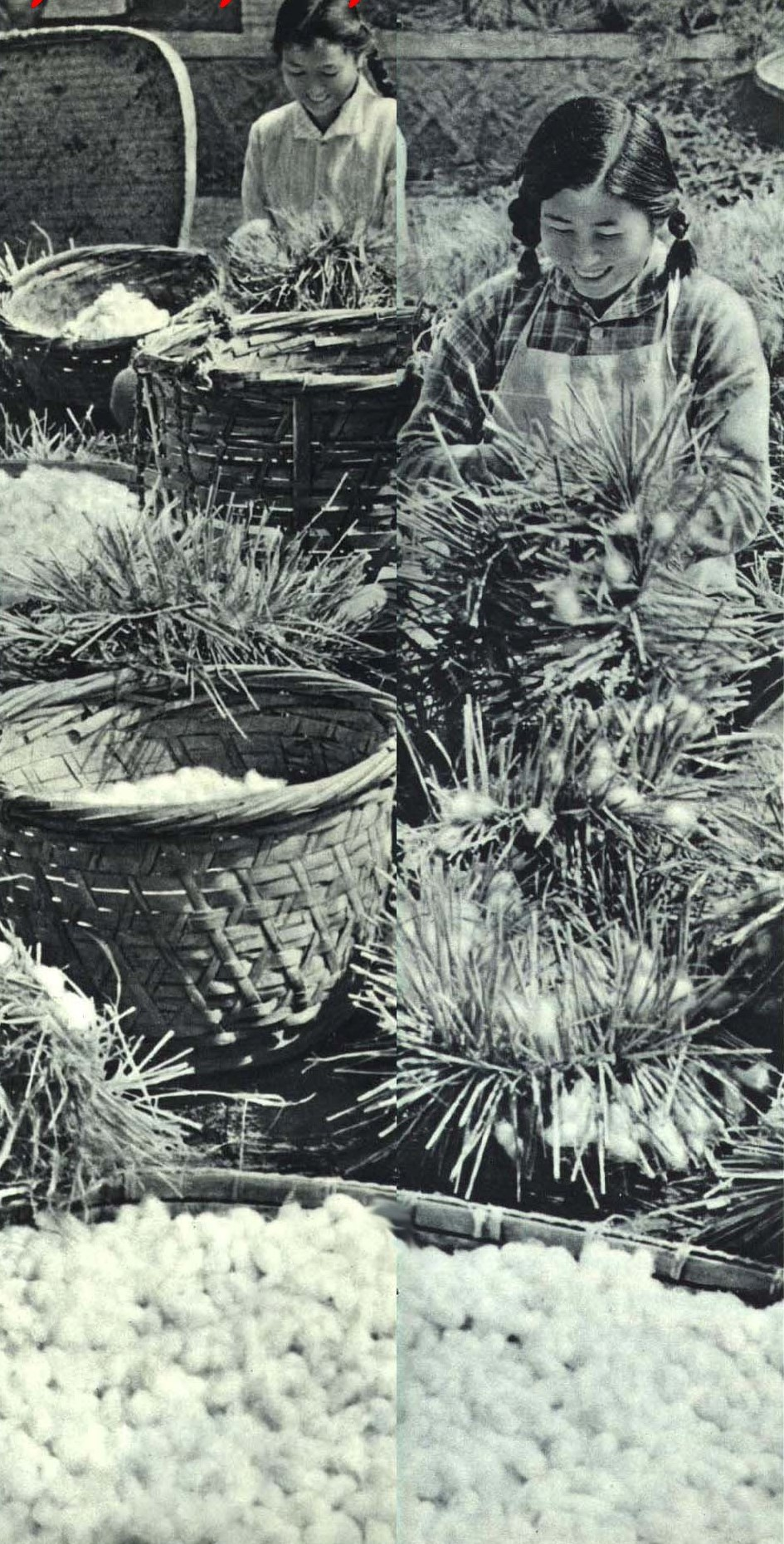
1963年 手工摘茧采茧

蠶業是一种养殖蚕并利用蚕的蛹来纺织丝绸的养殖业。

## 历史
根据考古研究，公元前2700年就已经能发现蚕吐出来的丝绸，而养蚕文化可能在中国的仰韶文化时期就已经出现。而根据中国古代的神话传说，养蚕业则始于黄帝的妻子嫘祖。在古代中国，蚕业被视为机密，不允许出口相关的技术，加上養蠶需要的飼料和技術，一直到公元前3世纪左右，中国以外的地区并不知道丝绸的存在。而过了这一时期以后，日本和欧洲等地才出现丝绸的踪迹。它的柔软、强韧以及艳丽令人感到非常吃惊，商人紛紛前來，卻對這種精緻的衣料來源一無所知。不过公元前200左右，借助中国移民的帮助，朝鲜半岛地区首先掌握了养蚕的技术。印度也在公元3世纪左右学会了养蚕的技术。根据传说，公元550年时几个僧侣将蚕蛹藏在手杖内带回了罗马。另一方面，中東穆斯林在改進丝绸技术向欧洲传播的过程中也起了很大的作用。
蚕业是一个需要消耗很多劳动力的系统化产业，现代养蚕基本都喂食桑叶，因此桑树种植以及桑叶的采摘一般都同蚕业密不可分。3万条蚕在食用了1吨桑叶后大约只能产出5千克的生丝，因此在很长一段时间里丝绸都是一种名贵的纺织品。蚕的幼虫从卵中孵化出来以后便可以采食桑叶，经过一个月左右的时间长大吐丝结茧。这段时间蚕的生长速度极快，生长期结束时的体重可以达到开始时的1万倍左右。结茧的过程要2、3天，等到结茧完毕就可以抽取生丝了。有一部分茧也会保留下来用来繁殖下一代的蚕，这些茧要经过1、2天时间变成蛹，蛹再经过10天左右变成蛾。这些变成成虫的蛾便可继续繁殖了。
中国是世界上蚕业产值最大的国家，2009年时全世界75%的蚕茧都产自中国，当年的丝绸商品出口额也达到了81亿美元。

## 延伸閱讀
- 毛傳慧：〈宋元時期蠶桑技術的發展與社會變遷 （页面存档备份，存于）〉。
- 毛傳慧：〈清末民初的蠶桑改良－傳統與現代的遞演 （页面存档备份，存于）〉。
- 毛傳慧：〈從晚清蠶書看西方對中國蠶桑技術的影響 （页面存档备份，存于）〉。
- 曹圣洙：〈18世纪中国的养蚕歌和蚕庙的城市化 （页面存档备份，存于）〉。